# عثمانی اوروتیا
عثمانی اوروتیا (انگلیسی: Osmani Urrutia؛ زادهٔ ۲۹ ژوئن ۱۹۷۶) بازیکن بیسبال اهل کوبا بود.